# Sobrezero
Sobrezero es un grupo musical español de pop rock formado en Madrid en el año 2021. Con influencias de otros artistas como Leiva, Izal, o el El Canto del Loco, fusionan pop, rock e indie . Su música es rica en arreglos, con letras cuidadas y cargadas de sentimiento y un potente directo, que consideran la parte fundamental de su música.
En 2024 ficharon por Warner Music, con quienes presentarán su primer álbum de estudio, Hasta que el mundo estalle, en septiembre de 2025. Anteriormente, han trabajado con Tatami estudios y Hey folk estudios, siendo sus canciones producidas por Sergio Sancho, quien ha grabado con músicos de la talla de Raphael, Morat, Ana Mena o Nena Daconte.
Además, han colaborado con otros artistas nacionales como Gabriel de la Rosa (Shinova), Mon Band, Paula Decker y Chezz.

## Historia
Sobrezero nace en Madrid en junio de 2020, pero no es hasta febrero de 2021 cuando se presenta de forma oficial en redes y plataformas musicales.
En ese mismo año, presentarían su primer EP, Polvo. Tras cuatro años llenando salas icónicas de Madrid como Moby Dick, Morocco, Elefante Blanco, Gruta 77, Independance Club o Búho Real, en 2025 iniciaron su gira Sobrezero, recorriendo salas por Burgos (Kava Bar), Bilbao (Cotton Club), Madrid (Sala El Sol) y Zaragoza (La Ley Seca), donde colgaron el sold-out.
Además, Sobrezero ha participado y ganado varios concursos de bandas, entre ellos el del Autocine de Madrid, Sondersland, el certamen de Talento Joven de Móstoles, el Ensaya Carabanchel o el MiaQué Fest, donde alcanzaron la semifinal. También han estado en festivales como el Rivas Sound, el Mayrit, el Ultreia en La Sala del Movistar Arena y la 22ª edición del emblemático SonRías Baixas gallego.
En 2025 grabaron su segundo EP, Interferencias, colaborando con Gabriel de la Rosa, cantante de Shinova. En septiembre publicarán su primer álbum de estudio junto a la Warner, Hasta que el mundo estalle, e iniciarán su segunda gira, de nombre homónimo. Esta estará gestionada por Sonde3, la agencia de managment y espectáculos con quienes firmaron en mayo del mismo año. De momento, esta gira incluye el paso por la Sala Villanos de Madrid y la Razzmatazz 3 de Barcelona.

## Miembros actuales
- Josué de Dios – Vocalista, letrista y guitarrista
- Alejandro Megino – Guitarrista
- Marcos Fernández – Teclista
- Rubén Calderón – Batería
- Rubén Gutiérrez – Bajista

## Exmiembros
- David Amador – Bajista

## Discografía

#### Álbumes de estudio
- Hasta que el mundo estalle (2025)

#### EPs
- Interferencias (feat. Gabriel de la Rosa, Shinova) (2025)
- Polvo (2021)

#### Singles
- Patatas de chino (2025)
- Interferencias (feat. Gabriel de la Rosa, Shinova) (2025)
- Uma Thurman (2025)
- Nena, no estás (2025)
- Fórmula Secreta (2024)
- Salón blindado (2024)
- Dinamarca (2024)
- Big bang (2024)
- Si Tú Estás (2024)
- Pedirte un Baile (2023)
- Reina Mora (2023)
- Canción de Post-Verano (2022)
- Pijita de Madrid (2022)
- Momento (2022)
- Hasta Morir (2021)
- Maneras (2021)

## Giras musicales
- HATA QUE EL MUNDO ESTALLE TOUR (2025)
- SOBREZERO (2025)

## Videografía
Sobrezero cuenta con una larga videografía que comienza con el videoclip de su primera canción Qué será en 2021 (canción que solo se encuentra disponible en la plataforma YouTube), y en estos años de trayectoria musical sobrepasa los quince videoclips publicados en su cuenta oficial de YouTube. El vídeo que logra más visualizaciones es el de la canción Fórmula Secreta, publicado en octubre de 2024.